# Agauopsis costatus
Agauopsis costatus är en kvalsterart som beskrevs av Newell 1971. Agauopsis costatus ingår i släktet Agauopsis och familjen Halacaridae. Inga underarter finns listade i Catalogue of Life.